# Nordirische Netball-Nationalmannschaft
Die nordirische Netball-Nationalmannschaft (englisch Northern Ireland national netball team), auch bekannt als Warriors, vertritt Nordirland im Netball auf internationaler Ebene.

## Geschichte
Gegründet wurde das Team im Jahr 1955. Bei der ersten Weltmeisterschaft im Jahr 1963 belegte Nordirland den elften Platz. Nachdem man 1971 nicht teilgenommen hatte, konnte man 1971 (8. Platz) und 1975 (9. Platz) jeweils einen Platz unter den Top 10 belegen. Mit dem siebten Platz bei der Ausgabe 1983 erzielte man dann den bisher besten Platz, verblieb daraufhin jedoch zumeist auf den hinteren Plätzen. Erst 2011 konnte man wieder unter die vorderen Plätze vorstoßen und erreichte den achten Platz. Nachdem man 2014 erstmals an den Commonwealth Games teilnahm und dort den siebten Platz belegte, scheiterte man für die Weltmeisterschaft 2015 in der Qualifikation. Bei den Commonwealth Games 2018 erreichte man dann den achten Platz, bevor man bei den Weltmeisterschaften 2019 und den Commonwealth Games 2022 jeweils den zehnten Platz erreichte.

## Internationale Turniere

### Commonwealth Games
- 1998: nicht teilgenommen
- 2002: nicht teilgenommen
- 2006: nicht teilgenommen
- 2010: nicht teilgenommen
- 2014: 7. Platz
- 2018: 8. Platz
- 2022: 10. Platz

### Netball-Weltmeisterschaft
- 1963: 11. Platz
- 1967: nicht teilgenommen
- 1971: 8. Platz
- 1975: 9. Platz
- 1979: 17. Platz
- 1983: 7. Platz
- 1987: 10. Platz
- 1991: 12. Platz
- 1995: 18. Platz
- 1999: 16. Platz
- 2003: 19. Platz
- 2007: nicht teilgenommen
- 2011: 8. Platz
- 2015: nicht teilgenommen
- 2019: 10. Platz